# Muzeum Spadochroniarstwa i Wojsk Specjalnych
Muzeum Spadochroniarstwa i Wojsk Specjalnych imienia ppłk. Adolfa Pilcha cichociemnego spadochroniarza AK – powstało w 2003 roku w Wiśle. Siedzibą muzeum jest Willa Agawa, a jego filia zlokalizowana jest na skoczni narciarskiej im. Adama Małysza w Wiśle Malince.
Muzeum gromadzi zbiory z zakresu historii i teraźniejszości polskiego, tak cywilnego, jak i wojskowego spadochroniarstwa oraz wojsk i służb specjalnych, w szczególności odznaki, oznaki, nagrody, dokumenty, znaczki, plakaty, monety, proporczyki, umundurowanie, sprzęt i osprzęt spadochronowy, nurkowy, wyposażenie, uzbrojenie, środki łączności oraz transportu, fotografie, filmy, książki, czasopisma i archiwalia. Ponadto muzeum zbiera odznaki, oznaki, umundurowanie oraz wyposażenie wojsk spadochronowych i specjalnych innych państw.
Zbiory Muzeum obejmują ponad 10 tysięcy eksponatów. Ekspozycja muzeum w Willi Agawa obejmuje insygnia spadochronowe i wojsk specjalnych Polski i świata, natomiast ekspozycja filii na skoczni narciarskiej w Wiśle Malince umundurowanie, insygnia, wyposażenie, uzbrojenie polskich jednostek spadochronowych i specjalnych. Wśród wyeksponowanych zbiorów szczególnym zainteresowaniem cieszą się części wystawy poświęcone wyposażeniu i sprzętowi elektronicznemu wojskowych grup specjalnych z okresu PRL, umundurowania z początków istnienia Jednostki Wojskowej GROM, w tym unikatowe osobiste części umundurowania i pamiątki pierwszych dowódców jednostki gen. bryg. Sławomira Petelickiego oraz gen. bryg. Mariana Sowińskiego.
Muzeum zarejestrowane w wykazie muzeów Ministerstwa Kultury i Dziedzictwa Narodowego.